# 布鲁诺·乌维尼
布鲁诺·乌维尼（Bruno Uvini，1991年6月3日—），是一名巴西足球运动员，场上司職後衛，現效力於日職球隊FC東京。

## 俱乐部生涯
乌维尼在2010年进入巴西豪门圣保罗一线队，2010年9月29日，他在圣保罗对阵格雷米奥的比赛上演职业生涯的首秀。他在2010赛季和2011赛季总共在巴甲联赛中出场8次。
2012年2月14日，他租借加盟英格兰足球超级联赛球队托特纳姆热刺至赛季结束，热刺在租借期满后可以370万欧元的价格买断乌维尼。 不过乌维尼并未能代表热刺在任何一场正式比赛中出场，租借期满后回归圣保罗。
2012年8月29日，乌维尼和意大利足球甲级联赛球队那不勒斯签约五年。2013年冬季，他被租借到锡耶纳半个赛季，但也未能得到出场机会。

## 国家队生涯
乌维尼是巴西20岁以下国家足球队参加2011年南美青年足球锦标赛的队长，之后他又率领巴西U20赢得2011年世青赛冠军。2012年7月，他入选巴西国奥队参加2012年伦敦奥运会男子足球比賽，最终跟随巴西获得银牌。
2012年5月，乌维尼在巴西和丹麦的友谊赛首次代表成年国家队出场。

## 外部連結
- Profile at Santos' website，存档于Archive.today（存檔日期 15 September 2014） （葡萄牙語）